# 政党认同
政党认同是指個人對於政黨的認同與聯繫，通常由個人對於政黨之經常性支持行為確定。 对某一政党的认同可能意味着对另一政党的排斥。
一些研究將政黨認同視為“社會認同的一種形式”，就像一個人認同宗教或種族群體一樣。這種身份主要通過家庭和社會影響在一個人的生命早期形成。 這種描述將使政黨認同成為一個穩定的視角，它是個人、家庭、社會和環境因素的結果。其他研究認為政黨認同更靈活，更像是一種有意識的選擇。它們將其視為基於對政治、經濟和社會環境的持續評估的立場和選擇。通過激發性的事件或條件，可以增加甚至改變政黨認同。
政党认同不是一成不变，而是随着社会环境的变化而变化。 强烈的政党认同者會为其支持的政党投票。微弱的政党认同者会摇摆不定，而有时转投另外一个政党。如果政党的意识形态、政党组织、政党领袖等被大眾認同，其政党认同稳定性就越高。如果政黨是依靠执政绩效、选举策略等吸引選民，其政黨認同稳定性程度就低。
政黨認同在美國得到了最多的研究，它被認為是個人可能擁有的最穩定和最早期形成的認同之一。在其他國家，黨派認同通常被認為是其他認同層次的一個子集，例如階級、宗教或語言；或隨時間迅速變化。
許多研究發現，「黨派鏡頭」（英語：partisan lens）會影響一個人對世界的看法。 黨派選民比自己的政黨更嚴厲地判斷競爭對手的性格缺陷，相信當自己的政黨執政時經濟表現更好，並且淡化自己政黨的醜聞和失敗。
在英國政治中也可以發現政黨認同。在英國，兩個主要政黨是工黨和保守黨，但也有其他較小的挑戰者政黨。研究表明，認同政黨的英國人越來越少。 2012年，一項研究表明，接受調查的英國人中有72%確實認同某個政黨。 與年長選民和1980年代之相關數據比較，較年輕的人通常不太可能認同某個政黨。
大众媒体是塑造政党形象、培养政党认同的重要媒介。還有一些人的政黨認同來自其父母。（參看政治社會化）
政黨認同這一概念由美国政治学家奥克斯都・坎贝尔（Augus Campbell）和乔治・贝尔纳普（George Belknap）于1951年首次提出。

## 發展
在 1950 年代，《美國選民》（英語：The American Voter）中描述的投票行為模式開始嶄露頭角。它認為，黨派認同形成於人生早期，很少改變，除了政黨重組選舉。投票行為和政治觀點源於這種黨派觀點。該理論很好地解釋了為什麼政黨結構在 20 世紀上半葉大多數民主國家保持穩定。
1980 年代，隨著兩黨體制的崩潰和幾個主要工業化民主國家的日益脫節，修正主義學派發展起來。它認為，隨著選民一生積累數據和意見，黨派認同在貝葉斯過程中緩慢形成。到了晚年，一條新信息將不會產生什麼影響，但黨派身份總是有機會改變，並且會根據許多選民的短期事件而波動。
現在，黨派認同是一個人的政治信仰和行為的主要決定因素的觀點在美國政治學界中仍然占主導地位，而其他國家的政治學者則不太重視這一點。